# گورستان برودنو
گورستان برودنو (لهستانی: Cmentarz Bródnowski) یک گورستان قدیمی در ناحیهٔ تارگووک شهر ورشو در لهستان است. این گورستان ۱۱۴ هکتار مساحت دارد و با بیش از ۱٫۲ میلیون تدفین یکی از بزرگ‌ترین گورستان‌های اروپا و همچنین بزرگ‌ترین گورستان ورشو محسوب می‌شود.
گورستان برودنو بیشتر محل دفن اقشار فقیر جامعه ورشو بود و این موضوع برخلاف گورستان قدیمی گورستان پوونسکوفسکی بود که به قبرستان ثروتمندان شهرت داشت. در طول جنگ جهانی دوم، از این مکان به عنوان زرادخانه جنبش مقاومت لهستان و همچنین به‌عنوان مخفی‌گاه برای فراریان لهستانی از گشتاپو استفاده می‌شد.
رومن دمووسکی، میه‌چیسواف فوگ و زیگمونت کاوِتسکی در این مکان دفن شده‌اند.

## نگارخانه

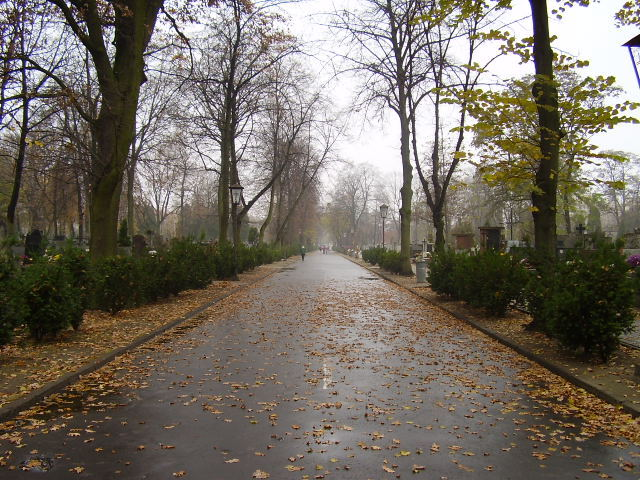
مسیر اصلی
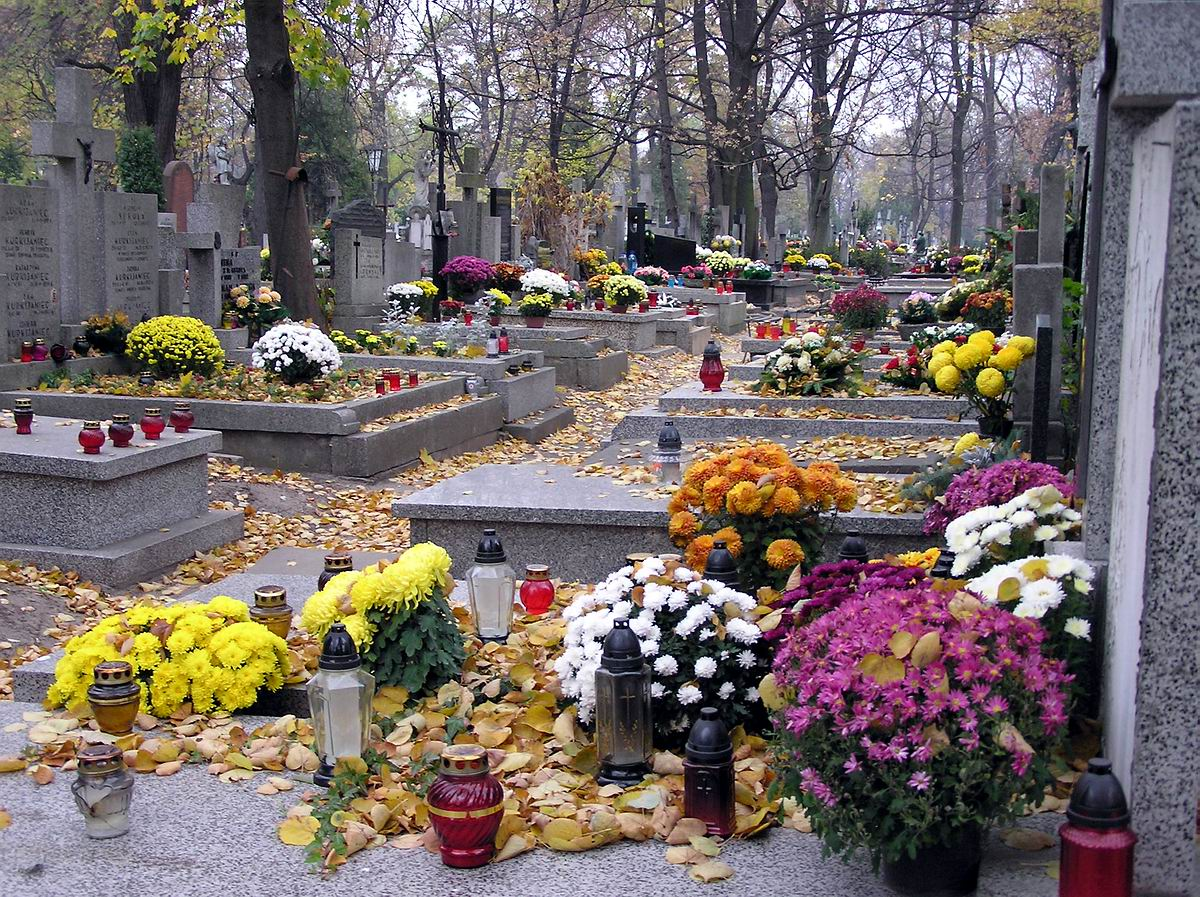
منظره‌ای مقبره‌ها در روز همه قدیسین
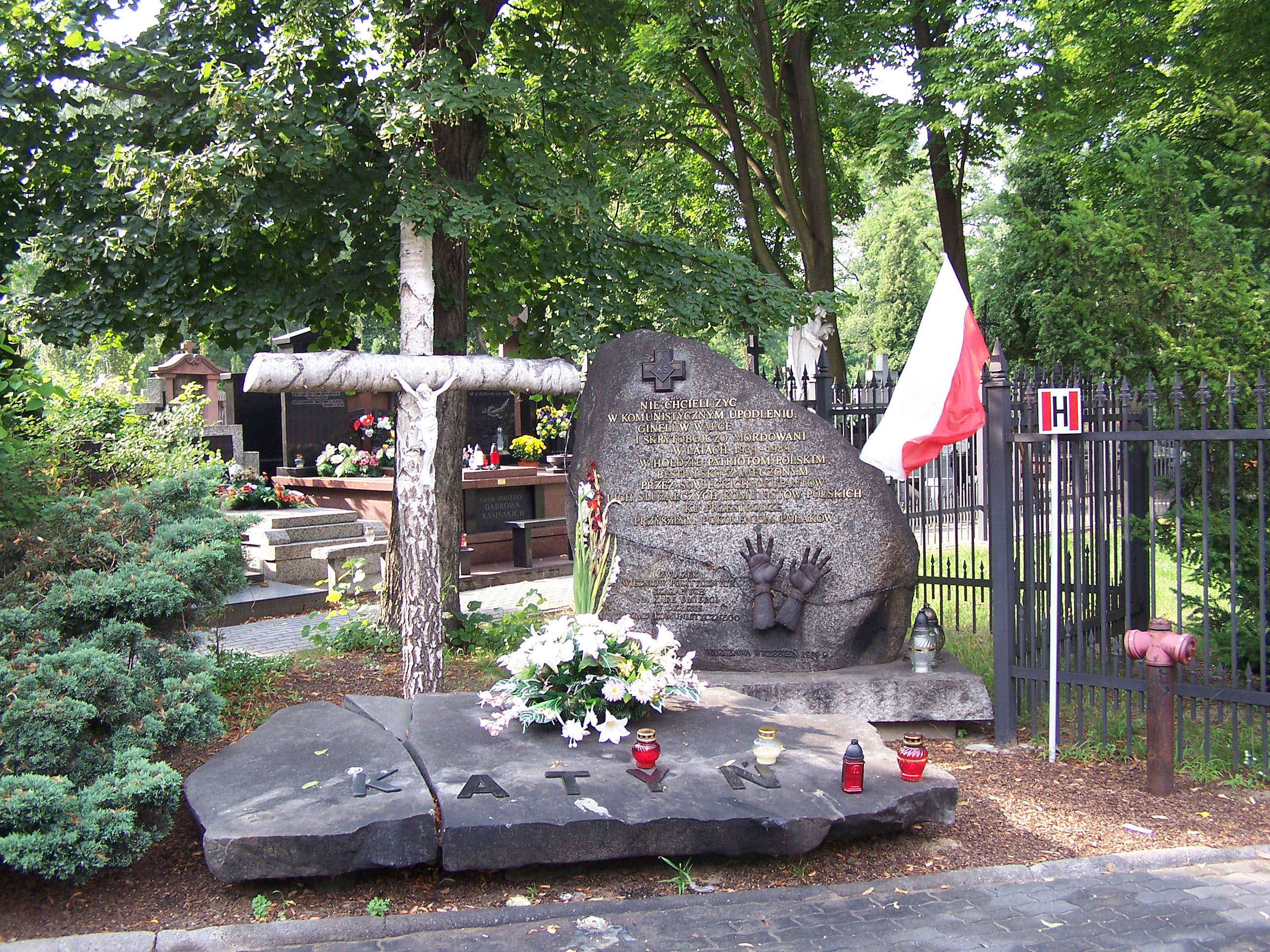
یادمان کشتار کاتین
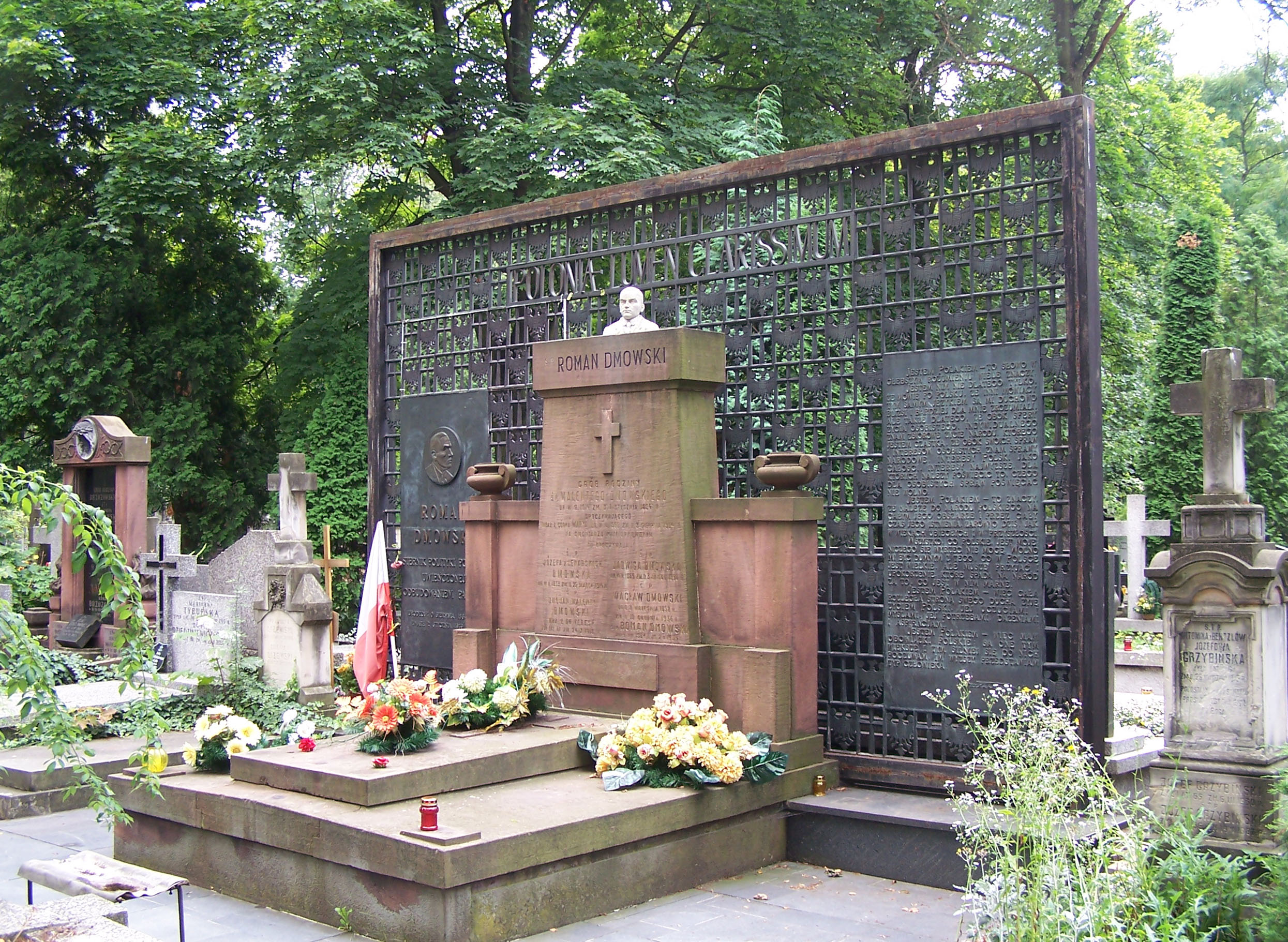
مقبرهٔ رومن دمووسکی